# توماس یوهان سیبک
توماس یوهان سیبک (استونیایی: Thomas Johann Seebeck; ۹ آوریل ۱۷۷۰ – ۱۰ دسامبر ۱۸۳۱) فیزیک‌دان آلمانی-بالتیک بود که در استونی امروزی به دنیا آمد و در ابتدا در دانشگاه گوتینگن مدرک پزشکی را کسب کرد اما ترجیح داد به تحصیل فیزیک بپردازد. وی به دلیل کشف اثر ترموالکتریکی در سال ۱۸۲۳ شناخته میشود.